# Nicétas Triphyllios
Nicétas Triphyllios (en grec Νικήτας Τριφύλλιος, mort le 30 avril 803) est l'un des plus hauts officiels de l'Empire byzantin sous le règne de l'impératrice Irène l'Athénienne (r. 797–802), titulaire de la position de domestique des Scholes.

## Biographie
Nicétas apparaît pour la première fois lors de l'unique procession triomphale d'Irène, lors du lundi de Pâques, le 1er avril 799. À cette époque, il est déjà domestique des Scholes. Nicétas est également un des quatre patrikioi (les autres étant Bardanès Tourkos, Constantin Boilas, et le frère de Nicétas, Sisinnios) qui conduisent les quatre chevaux blancs du char impérial, rôle qui fait de lui l'un des plus importants soutiens d'Irène parmi les hauts dignitaires de l'empire,,.
Quelques semaines plus tard, en mai, la santé d'Irène décline considérablement, ouvrant la question de sa succession. Nicétas (et peut-être également son frère) s'allie alors à l'eunuque Aetios afin de contrer l'influence du principal et puissant ministre eunuque, Staurakios. Les deux hommes se présentent à l'impératrice et accusent celui-ci de conspirer en vue de s'emparer du trône. Staurakios en réchappe avec une réprimande de l'impératrice, mais s'entoure de soutiens armés afin de contrebalancer le contrôle d'Aétios et de Nicétas sur les hauts gradés de l'armée. Les deux camps sont dans une impasse jusqu'en février 800, lorsque Staurakios se voit interdire tout contact avec les militaires et qu'Aétios est promu à la puissante fonction de strategos du thème des Anatoliques. En dépit du fait que Staurakios tombe malade peu après, ses partisans lancent une rébellion en son nom en Cappadoce. Staurakios meurt toutefois le 3 juin 800, avant que des nouvelles de la rébellion n'atteignent la capitale ; la révolte est rapidement écrasée,,.
Ayant précédemment soutenu Irène, Nicétas s'oppose à ses mesures budgétaires l'année qui suit, ainsi qu'à l'influence croissante d'Aétios, qui a par ailleurs remplacé le frère de Nicétas, Sisinnios, par son propre frère Léon comme strategos de Thrace. Il figure alors parmi les principaux acteurs du renversement de l'impératrice par le logothète général Nicéphore, le 31 octobre 802. Il reste domestique des Scholes jusqu'à sa mort inopinée le 30 avril 803. Les chroniqueurs byzantins rapportent la rumeur selon laquelle il aurait été empoisonné sur ordre du nouvel empereur, mais vu l'étroite et longue relation entre Nicéphore Ier et Sisinnios, cela semble improbable,,.